# Conn Cétchathach
Pour les articles homonymes, voir Conn.
Dans la mythologie celtique irlandaise, Conn Cétchathach [kɒn: ˈkeːdxaθax] litt. « Conn aux cent batailles », est l'un des Ard ri Érenn (roi suprême d’Irlande), les plus célèbres.

## Biographie
Selon les généalogie légendaires, Conn Cétchathach est le fils de l'Ard ri Érenn, Fedlimid Rechtmar et de sa seconde épouse Una Ollchrutach « fille de Derg roi de Lochlainn ».
Il réside dans la capitale de Tara. Sa réputation est fondée sur son sens de la justice, la prospérité de son peuple et sa vaillance dans les combats. Il doit partir en guerre à de nombreuses reprises, pour imposer son autorité aux rois des provinces. Toutefois à la suite d'un conflit avec le roi Mug Nuadat de Munster il est contraint de partager l'île avec son adversaire, en deux moitiés nommées d'après leur nom Leath Cuinn et Leath Moga.
Conn est le père d’Art Oenfher et le grand-père de Cormac Mac Airt. Lors d’un voyage dans l'Autre Monde (le Sidh), le dieu Lug lui remet la coupe qui symbolise la Souveraineté. Son règne est cependant entaché d’une période sombre : il a épousé Bécuma, une femme maléfique pour une durée de un an. Pendant ce temps, il y a appauvrissement du royaume, pénurie de blé et tarissement du lait des vaches.
Il a un autre fils nommé Conle qui est victime d’une Bansidh. Alors que le père et le fils se promènent sur la colline d’Uisnech, ils rencontrent une femme magnifique. Elle déclare son amour au jeune homme, et lui demande de la suivre dans un pays merveilleux, où règne la félicité. Son père qui a entendu les propos de la jeune femme sans la voir, demande au druide Corann d’user de sa magie pour le retenir. Mais la magie des Bansidh est plus puissante que celle des druides en matière d'amour, et Conle part avec elle dans une barque de cristal. Cette histoire fait l'objet du récit Echtra Conle (les Aventures de Conle).
On lui connaît trois autres druides : Bloc, Bluicne et Maol. Conn Cétchathach  est également réputé être à l'origine du Baile Chuinn Chétchathaig (i.e La frénésie de Conn aux cent Combats) qui se présente comme un songe prophétique du roi qui lors d'une transe sacrée évoque ses successeurs comme Ard ri Erenn.

## Postérité
Outre sa propre sœur Aifé et Bécuma/Delbchaem considérée comme une « princesse du Sidh », les généalogies médiévales donnent trois autres épouses à Conn Cétchathach :
1) Lann, fille de Crimthann Cas mac Cathair Mór de Laigin dont :
- Sarait épouse de Conaire Cóem mac Mug Lama roi du Muscraige puis de Nemed mac Straibcenn,
- Moen épouse de Imchad Mac Ogomon roi Dál Fiatach,
- Eochaid,
- Crinna ;

2) Aife, fille d'Ailpin roi d'Alba (?) dont :
- Art Oenfher,
- Conle,
- Sadb épouse de Lugaid Mac Niad roi de Corcu Loigde puis d'Ailill Aulom proto Eóganachta ;

3) Lendabair, fille de Crimthann Cas mac Cathair Mór soit fille de Cathair Mór, roi  Laigin ;
4 ?) Eithne Tháebfhota, fille de Cathair Mór, doublon de la précédente Aife.

## Arbre généalogique
L'identité des mères de la progéniture de Conn varie d'un généalogiste à l'autre. Certains attribuent certains enfants à une épouse, tandis qu'un autre répartit les enfants à une autre épouse, produisant un certain chaos dans l'arbre généalogique de Conn.

### Descendance avec Eithne Tháebfhota
|               |               |               |               |                   |                   | Crimthann Nia Náir     |                   |                   |                   |                   |                   |                  |                  |                  |                  |                  |                  |                  |                  |                  |                  |                  |                  |               |               |
|               |               |               |               |                   |                   |                        |                   |                   |                   |                   |                   |                  |                  |                  |                  |                  |                  |                  |                  |                  |                  |                  |                  |               |               |
|               |               |               |               |                   |                   | Feradach Finnfechtnach |                   |                   |                   |                   |                   |                  |                  |                  |                  |                  |                  |                  |                  |                  |                  |                  |                  |               |               |
|               |               |               |               |                   |                   |                        |                   |                   |                   |                   |                   |                  |                  |                  |                  |                  |                  |                  |                  |                  |                  |                  |                  |               |               |
|               |               |               |               |                   |                   | Fiacha Finnfolaidh     |                   |                   |                   |                   |                   |                  |                  |                  |                  |                  |                  |                  |                  |                  |                  |                  |                  |               |               |
|               |               |               |               |                   |                   |                        |                   |                   |                   |                   |                   |                  |                  |                  |                  |                  |                  |                  |                  |                  |                  |                  |                  |               |               |
|               |               |               |               |                   |                   | Tuathal Techtmar       |                   |                   |                   |                   |                   |                  |                  |                  |                  |                  |                  |                  |                  |                  |                  |                  |                  |               |               |
|               |               |               |               |                   |                   |                        |                   |                   |                   |                   |                   |                  |                  |                  |                  |                  |                  |                  |                  |                  |                  |                  |                  |               |               |
|               |               |               |               |                   |                   | Fedlimid Rechtmar      | Fedlimid Rechtmar | Fedlimid Rechtmar | Fedlimid Rechtmar | Fedlimid Rechtmar | Fedlimid Rechtmar |                  |                  |                  |                  |                  |                  | Una Ollchruthach | Una Ollchruthach | Una Ollchruthach | Una Ollchruthach | Una Ollchruthach | Una Ollchruthach |               |               |
|               |               |               |               |                   |                   | Fedlimid Rechtmar      | Fedlimid Rechtmar | Fedlimid Rechtmar | Fedlimid Rechtmar | Fedlimid Rechtmar | Fedlimid Rechtmar |                  |                  |                  |                  |                  |                  | Una Ollchruthach | Una Ollchruthach | Una Ollchruthach | Una Ollchruthach | Una Ollchruthach | Una Ollchruthach |               |               |
|               |               |               |               |                   |                   |                        |                   |                   |                   |                   |                   |                  |                  |                  |                  |                  |                  |                  |                  |                  |                  |                  |                  |               |               |
|               |               |               |               |                   |                   |                        |                   |                   |                   |                   |                   |                  |                  |                  |                  |                  |                  |                  |                  |                  |                  |                  |                  |               |               |
|               |               |               |               | Eithne Tháebfhota | Eithne Tháebfhota | Eithne Tháebfhota      | Eithne Tháebfhota | Eithne Tháebfhota | Eithne Tháebfhota |                   |                   | Conn Cétchathach | Conn Cétchathach | Conn Cétchathach | Conn Cétchathach | Conn Cétchathach | Conn Cétchathach |                  |                  | Fiacha Suidge    | Fiacha Suidge    | Fiacha Suidge    | Fiacha Suidge    | Fiacha Suidge | Fiacha Suidge |
|               |               |               |               | Eithne Tháebfhota | Eithne Tháebfhota | Eithne Tháebfhota      | Eithne Tháebfhota | Eithne Tháebfhota | Eithne Tháebfhota |                   |                   | Conn Cétchathach | Conn Cétchathach | Conn Cétchathach | Conn Cétchathach | Conn Cétchathach | Conn Cétchathach |                  |                  | Fiacha Suidge    | Fiacha Suidge    | Fiacha Suidge    | Fiacha Suidge    | Fiacha Suidge | Fiacha Suidge |
|               |               |               |               |                   |                   |                        |                   |                   |                   |                   |                   |                  |                  |                  |                  |                  |                  |                  |                  |                  |                  |                  |                  |               |               |
|               |               |               |               |                   |                   |                        |                   |                   |                   |                   |                   |                  |                  |                  |                  |                  |                  |                  |                  |                  |                  |                  |                  |               |               |
| Art mac Cuinn | Art mac Cuinn | Art mac Cuinn | Art mac Cuinn | Art mac Cuinn     | Art mac Cuinn     |                        |                   | Connla Coem       | Connla Coem       | Connla Coem       | Connla Coem       | Connla Coem      | Connla Coem      |                  |                  | Sadb             | Sadb             | Sadb             | Sadb             | Sadb             | Sadb             |                  |                  |               |               |